# Sofia Black-D'Elia
Sofia Black D'Elia (Clifton, Nueva Jersey; 23 de diciembre de 1991) es una actriz estadounidense, más conocida por sus papeles como Tea Marvelli en Skins, Sage Spence en Gossip Girl y Andrea Cornish en The Night Of. A partir de 2017, interpreta a Sabrina en la serie de Fox The Mick.

## Primeros años
Su padre, Anthony V. D'Elia, es un juez de la Corte Superior de Nueva Jersey; su madre, Eleanor, trabaja en la impresión. Su padre es de ascendencia italiana y su madre es judía. Tiene un hermano menor, Kyle.
Comenzó a actuar a la edad de cinco años y se inscribió para clases de baile en Broadway Bound.

## Carrera
Cuando tenía diecisiete años, obtuvo su primer papel significativo en la telenovela All My Children, donde interpretó a Bailey. En 2010 interpretó a Tea en la adaptación de MTV del drama británico adolescente Skins. A partir de 2012, interpretó a Sage Spence en la sexta y última temporada de Gossip Girl. También retrató a Jessie en la película Project Almanac (2015). En 2016 apareció en la miniserie de HBO The Night Of. Actualmente interpreta el papel de Sabrina Pemberton en The Mick.

## Filmografía
| Año  | Título                           | Papel          | Notas |
| ---- | -------------------------------- | -------------- | ----- |
| 2013 | The Immigrant                    | Not Magda      |       |
| 2014 | Born of War                      | Mina           |       |
| 2015 | Project Almanac                  | Jessie Pierce  |       |
| 2016 | Viral                            | Emma Drakeford |       |
| 2016 | Ben-Hur                          | Tirzah         |       |
| 2021 | A todos los chicos: Para siempre | Heather        |       |
| 2023 | Good Burger 2                    | Maria          |       |

| Año       | Título          | Papel                 | Notas                         |
| --------- | --------------- | --------------------- | ----------------------------- |
| 2009–2010 | All My Children | Baile Wells           | 28 episodios                  |
| 2011      | Skins           | Tea Marvelli          | Papel principal; 10 episodios |
| 2012      | Gossip Girl     | Natasha "Sage" Spence | Papel recurrente; 9 episodios |
| 2013      | Betrayal        | Jules Whitman         | Papel recurrente; 4 episodios |
| 2015      | The Messengers  | Erin Calder           | Papel principal; 13 episodios |
| 2016      | The Night Of    | Andrea Cornish        | Episodio: "The Beach"         |
| 2016      | Invisible       | Tatiana Ashland       | Papel principal; 5 episodios  |
| 2017      | The Mick        | Sabrina Pemberton     | Papel principal               |